# Rosa dsharkenti
Rosa dsharkenti — вид рослин з родини розових (Rosaceae).

## Поширення
Поширений у Казахстані.